# Joseph Maurice Paturau
Joseph Maurice Paturau, né le 23 avril 1916 à Saint-Pierre (Maurice) et mort le 27 juin 1996, est une personnalité mauricienne. 

## Biographie
Ingénieur mécanique, Joseph Maurice est diplômé de l'Imperial College London, il s'engage dans l'armée de l'air française lorsque la Seconde Guerre mondiale éclate, avant de rejoindre les Forces aériennes françaises libres après l'appel du général de Gaulle. Intégré au Groupe de bombardement Lorraine, il participe à 76 missions et est décoré de nombreuses fois. Après le conflit, il retourne à l'île Maurice où il devient directeur des Forges Tardieu après quelques années, avant d'être nommé ministre du Commerce et de l'Industrie en 1962. Il quitte le gouvernement en 1967 et continue à participer activement à l'économie de son pays jusqu'à sa mort.

## Œuvres
- (en) By-products of the cane sugar industry.: An introduction to their industrial utilization, 1969
- Ils ont relevé le tronçon du glaive : agents secrets mauriciens en France, 1940-1945, 1986, réed. 1995
- Histoire économique de l'île Maurice, 1988

## Distinctions
- Commandeur de la Légion d'honneur (1996)[2]